# بلوچ‌آباد (گالیکش)
بلوچ‌آباد، روستایی است از توابع بخش گالیکش شهرستان مینودشت در استان گلستان ایران.

## جمعیت
این روستا در دهستان ینقاق قرار داشته و بر اساس سرشماری سال ۱۳۸۵ جمعیت آن ۵۳ نفر (۱۲ خانوار)
بوده است.